# Sandweiler
Sandweiler es una comuna situada en Luxemburgo. Tiene una población estimada, a inicios de 2022, de 3712 habitantes.
Está localizada a 5 kilómetros al este de la ciudad de Luxemburgo.
En la comuna se encuentra el cementerio militar alemán de Sandweiler. La comuna está rodeada de bosques.
El tráfico es un problema grande para la comuna, dado que pasa por ella una carretera principal con Alemania y el volumen de pasajeros del aeropuerto causa atascos por la mañana. Los problemas de tráfico se han agravado por los carriles bus, los cuales han reducido el espacio disponible para automóviles.[cita requerida]

## Economía
Dos aerolíneas, Luxair y Cargolux, tiene sus sedes centrales en los terrenos del Aeropuerto de Luxemburgo Findel en Sandweiler.